# Росс 128 b
Планета Росс 128 b — планета, відкрита в липні 2017 року методом Доплера інструментом HARPS в обсерваторії Ла-Сілья в Чилі. Першовідкривачі Росс 128 b вважають, що це «найбільш помірна планета, відома на даний момент», через її масу, температуру і місце розташування навколо помірно активної батьківської зірки Росс 128. Передбачається, що температура на поверхні цієї планети в межах від 213 K (-60 ° С) до 294 К (21 ° С) в залежності від величини її невідомого альбедо.
Це друга за віддаленістю від Сонячної системи відома екзопланета земного типу після Проксими Центавра b.
Ross 128 b буде однією з перших наглядових цілей Надзвичайно Великого Телескопа ESO, здатного зареєструвати біомаркери в її атмосфері.